# Brandy Talore

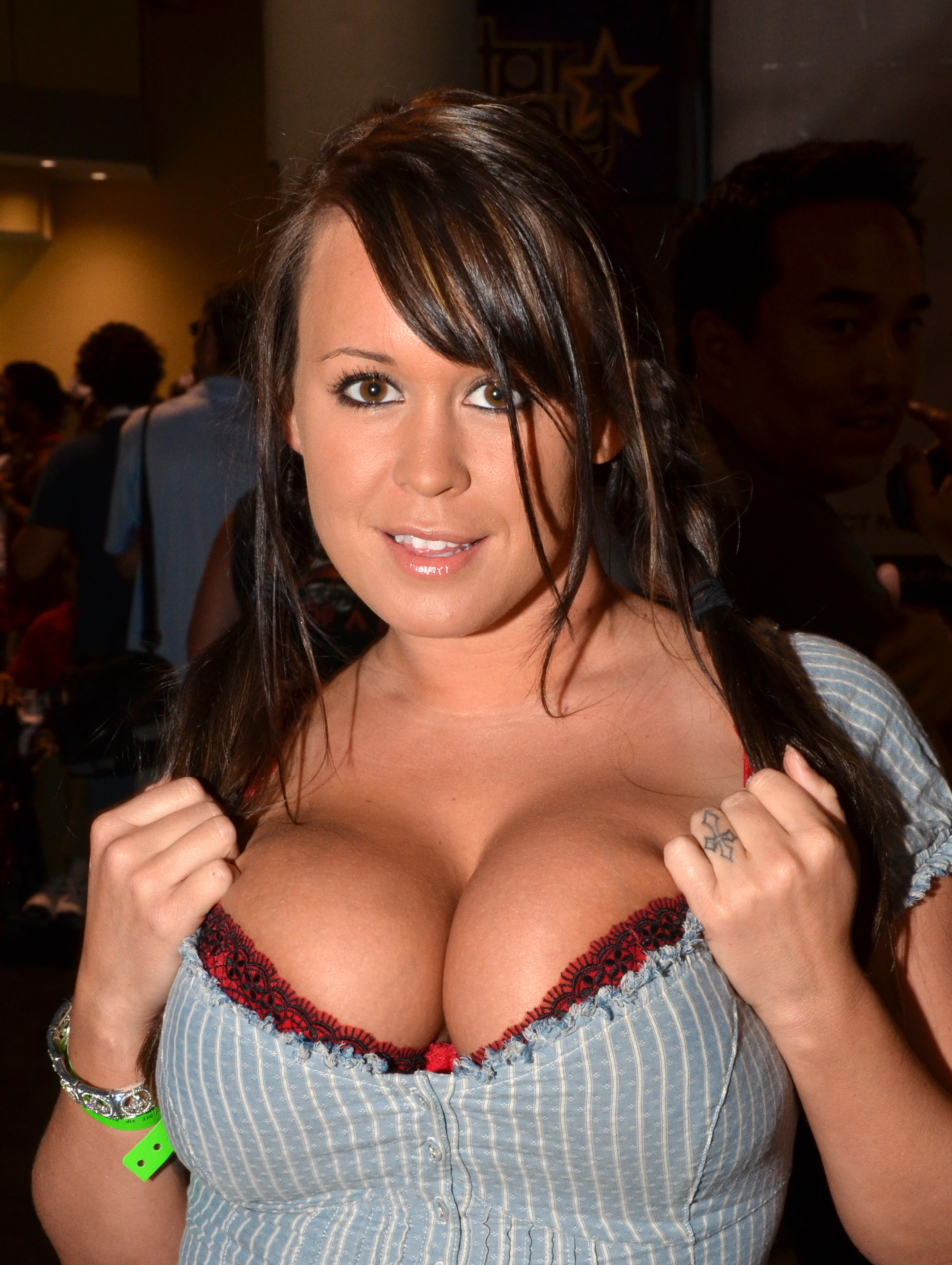
Brandy Talore (2011)

Brandy Talore (* 2. Februar 1982 in Bowling Green, Ohio) ist eine US-amerikanische Pornodarstellerin.

## Leben
Brandy Talore wurde in Bowling Green, Ohio geboren und wuchs in einem Vorort von Toledo auf. Sie begann ihre Karriere 2004 im Alter von 22. Bevor sie in der Pornoindustrie aktiv wurde, strippte  und modelte sie unter dem Namen „Brandy Taylor“. Da dieser Name bereits geschützt war, änderte sie den Nachnamen in „Talore“. Ihre erste Szene hatte sie mit dem Darsteller Ben English für das Studio Digital Sin.
Talore ist Mutter zweier Töchter.

## Filmografie (Auswahl)
- Super Naturals 7 (2008)
- Super Naturals 4 (2008)
- Super Naturals 3 (2008)
- Super Naturals 2 (2008)
- Stuffin Young Muffins 3 (2008)
- Boobstravaganza! (2008)
- I love Brandy (2007)
- Big Wet Tits 4
- Breast Worship (2006)
- Boob Bangers 2 (2005)
- Boobaholics Anonymous 1 (2005)

## Auszeichnungen
- 2006: F.A.M.E. Award „Favorite Rookie Starlet of the Year“ („Unentschieden“ mit Alektra Blue)[3]